# Ritratto di Niccolò Vitelli
Il Ritratto di Niccolò Vitelli è un dipinto a olio su tavola (42 × 33 cm) di Luca Signorelli, databile al 1492-1496 circa e conservato nel Barber Institute of Fine Arts a Birmingham.

## Storia
L'opera faceva parte di una sorta di dittico col Ritratto di Vitellozzo Vitelli, figlio di Niccolò, signore di Città di Castello. Fu realizzata durante uno dei soggiorni di Luca nella città umbra, tra il 1492 e il 1496, quando Niccolò era già morto, prendendo probabilmente spunto da medaglie con la sua effigie.

## Descrizione e stile
L'uomo è raffigurato di profilo, voltato a destra e vestito di nero, sullo sfondo di un paesaggio di colline umbre e di un cielo che schiarisce verso l'orizzonte, come all'alba. In alto si leggono le iniziali che permettono di identificare l'uomo: "N V".
L'opera dimostra la volontà di creare un'effigie dignitosa, ma al tempo stesso piacevole, mediando tra la tradizione fiorentina del ritratto eroico e quella umbra, con un atteggiamento malinconico e l'idealizzato sfondo paesistico.